# БОВ ОТ М-21
БОВ ОТ М-21 је српски вишенаменски оклопни транспортер. Производи га ФАП из Прибоја.

## Опис
БОВ ОТ М-21 је оклопни транспортер са против-минском заштитом, намењен за безбедан превоз 10 лица по свим типовима земљишта и у свим временским и тактичким условима.
Реч је о возилу настало обимном дорадом добро познатог протовавионског оруђа БОВ-3, а радови се изводе у Фабрици ФАП.
Наоружан је стабилисаном даљински управљивом борбеном станицом (ДУБС) 12,7mm и поседује 6 бочних пушкарница за дејство стрељачким наоружањем из возила. 
Поседује мотор Cummins ISB 6.7 EU 3, снаге 210 киловата (285 коњских снага). Мењач je Allison 3000, седмостепени (6+1), аутоматик. Погон возила је на сва 4 точка (4х4), а могућа је блокада сва 3 диференцијала. 
Возило поседује балистичку заштиту која штити од пројектила 20 mm са предње стране, односно 12,7 mm са страна возила. 

## Корисници
Србија - Војска Србије је наручила прву серију овог возила.